# Kuurne-Bruxelles-Kuurne 1991
La Kuurne-Bruxelles-Kuurne 1991, quarantaseiesima edizione della corsa, si svolse il 3 marzo su un percorso di 205 km, con partenza e arrivo a Kuurne. Fu vinta dal belga Johnny Dauwe della squadra Tulip davanti all'olandese Jean-Paul van Poppel e all'altro belga Hendrik Redant.

## Ordine d'arrivo (Top 10)
| Pos. | Corridore            | Squadra                 | Tempo    |
| ---- | -------------------- | ----------------------- | -------- |
| 1    | Johnny Dauwe         | Tulip                   | 4h55'00" |
| 2    | Jean-Paul van Poppel | PDM-Concorde-Ultima     | s.t.     |
| 3    | Hendrik Redant       | Lotto-Superclub         | s.t.     |
| 4    | Johan Devos          | SEFB-Saxon-Gan          | s.t.     |
| 5    | Michel Cornelisse    | La William-Saltos-Duvel | s.t.     |
| 6    | Marcel Wüst          | R.M.O.                  | s.t.     |
| 7    | Christophe Capelle   | Z-Peugeot               | s.t.     |
| 8    | Jelle Nijdam         | Buckler                 | s.t.     |
| 9    | Didier Priem         | TonTon Tapis-GB-Corona  | s.t.     |
| 10   | Jan Goessens         | Weinmann-Eddy Merckx    | s.t.     |